# لسان الثور الميلري
لسان الثور الميلري[بحاجة لمصدر] (باللاتينية: Anchusa milleri) نوع نباتي يتبع جنس لسان الثور من الفصيلة الحِمحِمية.

## البيئة والانتشار
موطنه بلاد الشام ومصر.